# GZMA
GZMA‏ (Granzyme A) هوَ بروتين يُشَفر بواسطة جين GZMA في الإنسان.